# Kontakte
Kontakte ("Contactos") es una obra de música electrónica de Karlheinz Stockhausen, realizada entre 1958 y 1960 en el estudio de música electrónica Westdeutscher Rundfunk (WDR) en Colonia con la ayuda de Gottfried Michael Koenig. La partitura indica que la obra es la número 12 en el catálogo del compositor, y está dedicada a Otto Tomek.

## Historia de la obra
El título de la obra "se refiere tanto a los contactos entre grupos sonoros instrumentales y electrónicos como a los contactos entre momentos autosuficientes y fuertemente caracterizados. En el caso de la reproducción por altavoz de cuatro canales, también se refiere a los contactos entre diversas formas de movimiento espacial". La composición existe en dos formas: (1) solo para sonidos electrónicos, designados "Nr. 12" en el catálogo de obras del compositor, y (2) para sonidos electrónicos, piano y percusión, designados "Nr. 12½". Otra obra teatral, Originale (Nr. 12⅔), compuesta en 1961, incorpora toda la segunda versión de Kontakte.

## Números de sección y subsección
La partitura se divide en dieciséis secciones con muchas subsecciones, numeradas I A–F, II, III, IV A–F, V A–F, VI, VII A–F,VIII A–F, IX A–F, X, XI A–F, XII A1BA2, XIII A, Ab, Ad, Ae, Af B–F, XIV, XV A–F, and XVI A–E [y F].

## Técnica y forma
Según el compositor: "En el trabajo preparatorio de mi composición Kontakte, encontré, por primera vez, formas de poner todas las propiedades [es decir, timbre, tono, intensidad y duración] bajo un solo control", realizar un objetivo de larga data del serialismo total. Por otro lado, "Kontakte es posiblemente la última pieza para cinta de Stockhausen en la que las proporciones seriadas intervienen de manera decisiva en cualquier cosa menos en el amplio nivel formal". El momento más famoso, en el centro mismo de la obra, es una potente ilustración de estas conexiones: un tono alto, brillante y que oscila lentamente desciende en varias ondas, haciéndose más fuerte a medida que adquiere gradualmente un timbre gruñido y finalmente pasa por debajo del punto donde ya se puede escuchar como un tono. Al cruzar este umbral, se hace evidente que el sonido consiste en una sucesión de pulsos, que continúan disminuyendo hasta convertirse en un latido constante. Al aumentar la reverberación, los pulsos individuales se transforman nuevamente en tonos.
Stockhausen también hizo avances sobre su composición electrónica anterior, Gesang der Jünglinge, en el ámbito de la composición espacial, agregando los parámetros de ubicación espacial, tipo de grupo, registro y velocidad. Kontakte está compuesta para cuatro canales, con altavoces colocados en las esquinas de un cuadrado que rodea a la audiencia. Con la ayuda de una "mesa giratoria", que consta de un altavoz giratorio rodeado por cuatro micrófonos, pudo enviar sonidos a través y alrededor del auditorio con una variedad sin precedentes.

## Ediciones
Hay varias ediciones publicadas de la partitura, en parte debido a las dos versiones de la pieza, y en parte debido a la transferencia de los derechos de autor de Universal Edition a Stockhausen-Verlag a mediados de la década de 1990. La Edición Universal se refiere a ambas versiones de la obra como No. 12, mientras que Stockhausen-Verlag distingue la versión electroacústica como No. 12½.
- Stockhausen, Karlheinz. 1966. Kontakte Nr. 12: für elektronische Klänge, Klavier und Schlagzeug: Aufführungspartitur. UE 14246 LW. London: Universal Edition.
- Stockhausen, Karlheinz. 1968. Kontakte: elektronische Musik, Nr. 12. (Realisation Score). UE 13678 LW; 14246 LW. London: Universal Edition
- Stockhausen, Karlheinz. 1995. Kontakte: für elektronische Klänge, Klavier und Schlagzeug: 1958–60, Werk Nr. 12½, new edition. Kürten: Stockhausen-Verlag.
- Stockhausen, Karlheinz. 2008. Kontakte (Realisation Score), second edition, English version. Kürten: Stockhausen-Verlag.
- Stockhausen, Karlheinz. 2008. Kontakte (Realisationspartitur), second edition, German version. Kürten: Stockhausen-Verlag.

## Grabaciones
- Karlheinz Stockhausen – Kontakte. Wergo, 1964[13]
- La Musica Moderna: Karlheinz Stockhausen – Kontakte. Christoph Caskel, percusión; Aloys Kontarsky, percusión y piano; Karlheinz Stockhausen, consola electrónica. Fratelli Fabbri Editori, 1969[14]
- Karlheinz Stockhausen – Kontakte. Christoph Caskel, percusión; David Tudor, percusión y piano; Karlheinz Stockhausen y Gottfried Michael Koenig, consola electrónica. Doxy, 1960[15]

## Filmografía
- Brandt, Brian y Michael Hynes (prod.). 2014. Stockhausen: Complete Early Percussion Works. Steven Schick, James Avery, Red Fish Blue Fish. DVD recording, region 0, NTSC, Dolby 5.1 surround/DTS 5.1 surround, aspect ratio 16:9, color. Mode 274. Nueva York: Mode Records.